# エマー級哨戒艦
エマー級哨戒艦（英語: Emer-class patrol vessels）は、アイルランド海軍の哨戒艦の艦級。

## 設計
設計面では、先行する「ディアドラ」の発展型となっている。主たる改正点は、ブルワークのかわりに船首楼を設けて、凌波性を向上させている点である。また安定性向上のためフィンスタビライザーも装備している。主機関としてはSEMT ピルスティク6PA6 L280ディーゼルエンジン2基で1軸の推進器を駆動する方式とした。電源としては、パモウ・マーコン（Pamou Markon）社製の発電機3基を搭載している。なお、2・3番艦では出力225キロワット (302 hp)のバウスラスターを搭載、推進器をKaMeWa社製の新型スクリュープロペラに変更したほか、衛星測位システムや電子海図表示装置など航法設備も充実している。
40mm機銃は砲側操作・照準方式となっている。また1989年の改修で、20mm機銃は新型化された。なお当初はシムラッド社製SUサイドスキャン・ソナーを搭載していたが、2013年現在搭載していない。

## 同型艦一覧
| #   | 艦名                  | 進水           | 就役            | 退役           | その後                                                 |
| --- | --------------------- | -------------- | --------------- | -------------- | ------------------------------------------------------ |
| P21 | エマー LÉ Emer        | 1977年9月      | 1978年 1月16日  | 2013年 9月20日 | ナイジェリア海軍「プロスペリティ」（A497）として再就役 |
| P22 | イーフォ LÉ Aoife     | 1979年 4月12日 | 1979年 11月29日 | 2015年 6月26日 | マルタ海軍にて「P62」として再就役                      |
| P23 | アシュリン LÉ Aisling | 1979年 10月3日 | 1980年 5月21日  | 2016年 6月22日 | n/a                                                    |